# Edward Edwards (1738-1806)
Pour les articles homonymes, voir Edward Edwards.
Edward Edwards, né le 7 mars 1738 à Londres et mort le 19 décembre 1806 dans la même ville, est un peintre et graveur britannique, membre de la Royal Academy.

## Biographie
Edwards, né le 7 mars 1738 à Londres, est fils aîné d'un fabricant de chaises et sculpteur sur bois, originaire de Shrewsbury, et installé dans la capitale. C'est un enfant fragile, avec des membres déformés, et il reste de petite taille toute sa vie. Très jeune, il fréquente une école protestante française, mais à quinze ans, son père l'en retire pour le prendre comme apprenti dans son atelier.
Il travaille jusqu'à dix-huit ans avec un certain Hallet, tapissier installé à l'angle de St. Martin's Lane et Long Acre (dans le quartier de St Martin-in-the-Fields), dessinant des modèles de meubles. Son père l'envoie ensuite dans une école de dessin et, en 1759, il est admis en tant qu'élève à la galerie du duc de Richmond. Il perd son père en 1760, lorsque le soutien de sa mère et de sa sœur lui est dévolu. Edwards prend des logements à Compton Street, dans le quartier de Soho, et ouvre une école de dessin dispensant des cours du soir.
Il perd sa mère en 1800, mais continue à subvenir aux besoins de sa sœur jusqu'à sa mort, à l'âge de 68 ans. Il est inhumé dans le cimetière de St Pancras.
Edwards, reconnu comme étant un expert dans l'art de la gravure à l'eau-forte, publie en 1792 un ensemble de cinquante-deux gravures. Un album conservé dans la salle des estampes du British Museum contient d'autres essais gravés d'Edwards, dont certains, infructueux. Il a conçu de nombreuses illustrations, écrivait des vers et jouait du violon.

## Œuvre
Edwards rejoint en 1761 la St Martin's Lane Academy où il s'exerce à dessiner d'après nature.
En 1763, il est employé par le marchand et éditeur John Boydell pour exécuter des dessins destinés aux graveurs de reproduction, et l'année suivante, il obtient une récompense de la Free Society of Artists pour le meilleur tableau historique en clair-obscur, travail qu'il expose la même année, le sujet étant La Mort de Tatius. Il expose par la suite avec la Society of Artists of Great Britain, dont il devient membre, la quittant cependant pour rejoindre la Royal Academy, où il expose pour la première fois en 1771, envoyant L'Ange apparaissant à Hagar et Ismaël et un portrait.

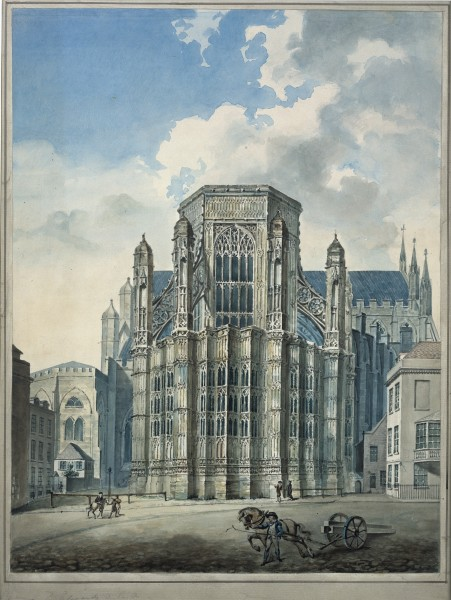
Vue de la chapelle Henry VII, abbaye de Westminster depuis l'ancienne cour du palais (1780), crayon et aquarelle.

Il continue à y exposer jusqu'à l'année de sa mort, y montrant diverses compositions et peintures de genre, et de nombreux portraits. Parmi ces tableaux, on peut citer Bacchus et Ariane (1773), Oliver protégé par Orlando, inspiré de Comme il vous plaira (1775), Vue de Brancepeth Château, près de Durham (1784), Une Vue de la Rivière, à Ormes Grange (1785), L'Ange apparaissant à Gédéon (1792), La Libération des prisonniers de Dorchester Gaol (1796), Portrait du révérend H. Whitfield (1799), Cupidon et Psyché (1800).
En 1773, il est élu membre-associé de la Royal Academy. Il est employé par la Society of Antiquaries of London pour réaliser un dessin à partir du tableau présent dans la collection royale, L'Entretien entre Henri VIII et François Ier à Calais ; pour ce dessin, qui l'occupe six mois, il reçoit le somme de 110 guinées. Il est également employé par lord Bessborough pour réparer un plafond initialement peint par James Thornhill à Roehampton, puis par M. Bell pour des dessins destinés à l'édition des pièces de Shakespeare ainsi qu'à d'autres publications, et enfin par Robert Udny. Grâce à ce dernier, il peut partir visiter l'Italie et Rome en juillet 1775, voyage dont il revient en septembre 1776.
En 1781, il est récompensé pour un paysage, et dans la foulée, présente une étude dessinée à la Royal Society sur les dommages causés par la grande tempête à Roehampton. En 1782, il peint trois plafonds pour Charles Hamilton à Bath. À peu près à la même époque, il travaille beaucoup pour Horace Walpole à Strawberry Hill, pour qui il réalise de nombreux dessins ; en 1784, cependant, un désaccord entraîne une rupture entre eux. En 1786, il peint pour M. Estcourt une Partie de chasse, contenant les portraits du duc de Beaufort et de ses fils ; l'année suivante, il peint des scènes pour le théâtre de Newcastle upon Tyne.
En 1788, il est nommé professeur de perspective à la Royal Academy, et publie ensuite un traité sur ce sujet. Il s'occupe pendant quelque temps d'une composition représentant L'Intérieur de l'Abbaye de Westminster à l'occasion de la Commémoration de Haendel. Achevée, elle est exposée à la Royal Academy en 1793. En 1799, Boydell l'incite à peindre une scène à partir des Deux Gentilshommes de Vérone pour la Boydell Shakespeare Gallery.
Il prépare un volume intitulé Anecdotes of painters who have resided or been born in England (publié à titre posthume en 1808), destiné à compléter les fameuses Anecdotes de Walpole ; bien qu'il s'agisse d'un recueil en apparence peu structuré, il contient un index précis et des documents précieux sur des artistes contemporains qui, autrement, auraient sombré dans l'oubli. Un portrait gravé par Anthony Cardon d'après son propre autoportrait sert de frontispice à l'ouvrage ; le dessin original, avec deux autres d'Edwards, se trouve conservé dans la salle réservée aux dessins du British Museum.